# Постановлені урядом міста Японії
Постановлені урядом міста Японії (яп. 政令指定都市, сейрей шітей тоші) — міста Японії, населення яких перевищує 500 000 осіб і значимість яких як важливих політико-економічних центрів країни визнана урядовими постановами (яп. 政令).
Міста державного значення Японії визначаються на основі критеріїв встановлених у 1 параграфі 19 розділу статті 252 «Закону Японії про місцеве самоврядування». У Законі їх називають «визначеними містами» (яп. 指定都市, шітей тоші), проте часто в урядовій документації вони виступають під скороченою назвою «постановлені урядом міста» (яп. 政令市, шірей-ші).
Наразі існує 20 міст державного значення. Ці міста є окремими адміністративними одиницями нижчими від префектурного рівня. Вони мають широкі автономні права і не підпорядковуються префектурним адміністраціям. Столиця Токіо відсутня у списках міст державного значення, оскільки юридично вона є не містом, а столичною префектурою (яп. 都, то), тобто адміністративною одиницєю префектурного рівня.
Ще однією вимогою до таких міст є поділ на райони (区 ку), які виконують різні адміністративні функції: реєстрація мешканців, збір податків та ін. Ширина повноважень районів кожного міста визначається самими містами.

## Список міст державного значення
Міста зі статусом державних з 1956 року.
| Назва          | Японською  | Прапор | Населення | Регіон   | Префектура | Райони |
| -------------- | ---------- | ------ | --------- | -------- | ---------- | ------ |
| 1 вересня 1956 |            |        |           |          |            |        |
| Йокохама       | 横浜市     |        | 3,732,616 | Канто    | Канаґава   | 18     |
| Кіото          | 京都市     |        | 1,468,980 | Кінкі    | Кіото      | 11     |
| Кобе           | 神戸市     |        | 1,526,639 | Кінкі    | Хіоґо      | 9      |
| Наґоя          | 名古屋市   |        | 2,283,289 | Чюбу     | Айчі       | 16     |
| Осака          | 大阪市     |        | 2,727,255 | Кінкі    | Осака      | 24     |
| 1 квітня 1963  |            |        |           |          |            |        |
| Кіта-Кюшю      | 北九州市   |        | 945,595   | Кюшю     | Фукуока    | 7      |
| 1 квітня 1972  |            |        |           |          |            |        |
| Кавасакі       | 川崎市     |        | 1,503,690 | Канто    | Канаґава   | 7      |
| Саппоро        | 札幌市     |        | 1,955,115 | Хоккайдо | Хоккайдо   | 10     |
| Фукуока        | 福岡市     |        | 1,579,450 | Кюшю     | Фукуока    | 7      |
| 1 квітня 1980  |            |        |           |          |            |        |
| Хірошіма       | 広島市     |        | 1,194,524 | Чюґоку   | Хірошіма   | 8      |
| 1 квітня 1989  |            |        |           |          |            |        |
| Сендай         | 仙台市     |        | 1,088,669 | Тохоку   | Міяґі      | 5      |
| 1 квітня 1992  |            |        |           |          |            |        |
| Чіба           | 千葉市     |        | 972,861   | Канто    | Чіба       | 6      |
| 1 квітня 2003  |            |        |           |          |            |        |
| Сайтама        | さいたま市 |        | 1,226,656 | Канто    | Сайтама    | 10     |
| 1 квітня 2005  |            |        |           |          |            |        |
| Шідзуока       | 静岡市     |        | 697,578   | Чюбу     | Шідзуока   | 3      |
| 1 квітня 2006  |            |        |           |          |            |        |
| Сакаї          | 堺市       |        | 833,544   | Кінкі    | Осака      | 7      |
| 1 квітня 2007  |            |        |           |          |            |        |
| Ніїґата        | 新潟市     |        | 807,450   | Чюбу     | Ніїґата    | 8      |
| Хамамацу       | 浜松市     |        | 795,350   | Чюбу     | Шідзуока   | 7      |
| 1 квітня 2009  |            |        |           |          |            |        |
| Окаяма         | 岡山市     |        | 720,841   | Чюґоку   | Окаяма     | 4      |
| 1 квітня 2010  |            |        |           |          |            |        |
| Саґаміхара     | 相模原市   |        | 720,986   | Канто    | Канаґава   | 3      |
| 1 квітня 2012  |            |        |           |          |            |        |
| Кумамото       | 熊本市     |        | 737,812   | Кюшю     | Кумамото   | 5      |

## Міста, що відповідають критеріям, але наразі не мають статусу державних
(Міста, які планують подати заявку на отримання статусу, не вказані)
- Каваґучі, Сайтама
- Каґошіма, Каґошіма
- Мацуяма, Ехіме
- Уцуномія, Точіґі
- Фунабаші, Чіба
- Хачіоджі, Токіо
- Хіґаші-Осака, Осака
- Хімеджі, Хіоґо